# Изотино (Псковская область)
Изотино — деревня в Великолукском районе Псковской области России. Входит в состав сельского поселения «Шелковская волость».
Расположена на востоке волости у правого берега реки Вятица, правого притока Крупицы (Вскуицы), в 15 км по дорогам или в 6 км к востоку от границы райцентра Великие Луки и в 4 км к северу от деревни Суханово.

## Население
Численность населения деревни по состоянию на 2000 год составляла 3 жителя, на 2010 год — 2 жителя.